# Natalia Rodríguez (lekkoatletka)
Natalia Rodríguez Martínez (ur. 2 czerwca 1979 w Tarragonie) – hiszpańska lekkoatletka specjalizująca się w biegu na 1500 m.
Najważniejszym jej osiągnięciem jest halowe wicemistrzostwo świata w biegu na 1500 m (2010). Wielokrotna mistrzyni Hiszpanii.

## Największe osiągnięcia
| Rok  | Rodzaj zawodów                 | Miasto    | Konkurencja | Miejsce  | Wynik       |
| ---- | ------------------------------ | --------- | ----------- | -------- | ----------- |
| 2001 | Młodzieżowe mistrzostwa Europy | Amsterdam | 1500 m      | 2.       | 4:11,20     |
| 2001 | Mistrzostwa świata             | Edmonton  | 1500 m      | 6.       | 4:07,10     |
| 2002 | Mistrzostwa Europy             | Monachium | 1500 m      | 6.       | 4:06,15     |
| 2003 | Superliga Pucharu Europy       | Florencja | 1500 m      | 1.       | 4:07,18     |
| 2004 | Igrzyska olimpijskie           | Ateny     | 1500 m      | 10.      | 4:03,01     |
| 2005 | Mistrzostwa świata             | Helsinki  | 1500 m      | 6.       | 4:03,06     |
| 2008 | Igrzyska olimpijskie           | Pekin     | 1500 m      | 6.       | 4:03,19     |
| 2009 | Halowe Mistrzostwa Europy      | Turyn     | 1500 m      | 2.       | 4:08,72     |
| 2009 | Mistrzostwa świata             | Berlin    | 1500 m      | półfinał | 4:03,73     |
| 2010 | Halowe mistrzostwa świata      | Doha      | 1500 m      | 2.       | 4:08,30     |
| 2010 | Mistrzostwa Europy             | Barcelona | 1500 m      | 3.       | 4:01,30 min |
| 2011 | Mistrzostwa Świata             | Daegu     | 1500 m      | 3.       | 4:05,87     |
| 2013 | Mistrzostwa świata             | Moskwa    | 1500 m      | półfinał | 4:09,18 min |

## Rekordy życiowe
- stadion – 3:59,51 (2005) rekord Hiszpanii
- hala – 4:06,35 (2010)